# 韓系諸語
韓系諸語（かんけいしょご、Han languages）とは古代朝鮮の三韓（馬韓、辰韓、弁韓）で話されていた言語の総称である。

## 中国史料の記録
「辰韓は馬韓の東にある。そこの老人が語るところによれば、その昔、中国の秦の苦役に服することを嫌って逃亡した流民たちが韓に渡ってきた。馬韓では東の国境地帯の土地を割いてかれらに与え、住まわせた。(『三国志』東夷伝・辰韓条）」とある。
辰韓の言語は馬韓と異なり弁韓と類同し、中国語とも類似していた。『北史』新羅伝には「其言語名物，有似中國人」という記述がある。また、『後漢書』『三国志』辰韓伝には辰韓は秦の遺民の子孫とある。
『後漢書』弁辰伝によれば弁韓と辰韓は城郭や衣服などは同じだが、言語と風俗は異なっていたとされる。
『三国志』のほうが『後漢書』よりも史料的価値が高いとされるので、岡田英弘は弁韓と辰韓の言語の差は同じ言語の中での方言差とする説を唱えている。南部の弁韓、辰韓には韓人の他にも倭人も居住しており、辰韓や弁韓の言語とされるものは「倭人語」を指している可能性もあり、注意が必要である。

### 馬韓語と百済語の関係
馬韓の地域は後の百済になったが、馬韓語と百済語は異なっていたと考えられる。というのも、百済語は高句麗語と馬韓語の混合言語と考えられるからである。李基文は、百済において王族をはじめとする支配層と民衆を中心とする被支配層とで言語が異なる二重言語国家だったとし、この二重言語状態は高句麗と同じ夫余系言語を話す人々が韓系の言語を話す馬韓の住民を征服したことによって生じたと推定した。
百済の建国神話によると、百済の王族は扶余から出ているため、扶余諸語を話していたとみられる（扶余系百済語）。一方で百済の民衆は韓系諸語を話していた（韓系百済語）。

### 辰韓語と新羅語の関係
辰韓の12カ国は辰王に属していて、辰韓はそれで一つの政治勢力だった。辰王は新羅が台頭するまで馬韓人だった。辰韓の領域は後に新羅となるが、新羅語は現在の朝鮮語の直系の祖先であり、辰韓語がそのまま新羅語になったかどうかは不明である。

### 弁韓語と伽耶語の関係
伽耶諸国は三韓の部族によって設立され、韓系百済語（古百済語）と伽耶語が関連しているかもしれない。

## 系統
韓系諸語の系統については未知である。
澤田洋太郎は秦代中国の国家・韓からの移民が朝鮮半島に居住し韓人になったとしており、その説をとれば韓系諸語（の一部）はシナ系言語であった可能性もある。
クリストファー・I・ベックウィズは、韓系諸語は朝鮮語族であり、7世紀から日琉語族の扶余諸語に取って代わったと主張している。
ボビンとアンガーは、韓系諸語は日琉語族であり、4世紀に朝鮮語族の扶余諸語に取って代わられたとしている。

## 日琉語族・朝鮮語族との関係
ユハ・ヤンフネンは、先日本祖語（Pre-Proto Japanese)がシナ語派と同様の類型論的特徴（単音節の声調言語）を持っており、山東半島近くの沿岸にいた東夷の一種の言語であったが、朝鮮半島に進入して、そこで高句麗語のような言語と接触してアルタイ語的な類型論的特徴を獲得した後、九州から日本に入ったという仮説を提出している。
金芳漢、ボビン、アンガーなどは、地名研究によって抽出された日本語に類似する単語が朝鮮半島中部に特に多いことを指摘し、これらの地名が高句麗語を反映したものではなく、朝鮮半島中部および南部における先高句麗の集団を反映したものであるとの仮説を唱えた。朝鮮半島南部の新羅の歴史的故地に日本語に類似する地名が多く見られることについて、研究者たちは日本語系の言語が朝鮮半島、恐らくは、その内の伽耶において話され、新羅語はその基層言語である、との理論を提案した。
朝鮮半島における無文土器文化の担い手が現代日本語の祖先となる日琉語族に属する言語を話していたという説が複数の学者から提唱されている。これらの説によれば現代の朝鮮語の祖先となる 朝鮮語族に属する言語は古代満州南部から朝鮮半島北部にわたる地域で確立され、その後この朝鮮語族の集団は北方から南方へ拡大し、朝鮮半島中部から南部に存在していた日琉語族の集団に置き換わっていったとしている。
朝鮮語族話者の拡大及び日琉語族話者の置き換えが起きた時期については諸説ある。ジョン・ホイットマンや宮本一夫らは満州から朝鮮半島南部に移住した日琉語族話者が無文土器時代の末まで存続し、琵琶形銅剣の使用に代表される朝鮮半島青銅器時代に朝鮮語話者に置き換わったとしている。一方、アレキサンダー・ボビンは朝鮮半島の三国時代において高句麗から朝鮮語族話者が南下し、百済・新羅・加耶などの国家を設立するまで朝鮮半島南部では日琉語族話者が存在していたとする。